# ورقة بيضاء
الورقة البيضاء هي اصطلاحاً عبارة عن تقرير أو دليل يخبر القرّاء بإيجاز عن قضية معقدة، ويقدم مفهوم الكاتب في هذا الشأن. ويُراد بها مساعدة القارئ على فهم مسألة أو حل مشكلات أو اتخاذ قرار. وغالباً ما تستخدم في مجالين: الحكومي والأعمال. بيد أنها في مجال الأعمال التجارية تأخذ منحىً آخر، إذ أن الورقة البيضاء في مجال الأعمال هي أقرب إلى شكل من أشكال العرض والتسويق، وتكون أداة لإقناع العملاء والشركاء والترويج لمنتج أو وجهة نظر.

## الأوراق البيضاء في الحكومة
نشأ مصطلح الورقة البيضاء في الحكومة، حيث يعتبر الكثيرون أن ورقة تشرشل البيضاء  في عام 1922 هي أول مثال شهير يقع تحت هذه الاسم. الأوراق البيضاء هي "... أداة للديموقراطية التشاركية... وليست التزام بسياسة غير قابلة للتعديل". كان للأوراق البيضاء في الحكومة دور مزدوج في تقديم سياسات الحكومة الصارمة وبنفس الوقت الدعوة لإبداء الآراء حولها".

في كندا، الورقة البيضاء هي عبارة عن وثيقة سياسية موافَقْ عليها من قِبَل الخزانة ومجدولة في مجلس العموم الكندي ومتاحة للعامة. «يساعد استخدام الأوراق البيضاء والخضراء عند عرض وتقديم السياسات في خلق الوعي بالسياسة ومشاكلها بالنسبة للبرلمانيين والعامّة على حد سواء، ويشجع في تبادل المعلومات وتحليلها. كما أنها تستخدم كتقنية للتعليم والتثقيف».

"تستخدم الأوراق البيضاء كوسيلة لعرض السياسات الحكومية قبل سنها كتشريعات"؛ وهكذا فإن نشر الأوراق البيضاء يساهم في اختبار مناخ الرأي العام تجاه مسألة سياسية مثيرة للجدل وتمكن الحكومة من قياس تأثيرها المحتمل".

## الأوراق البيضاء في التسويق بين الأعمال
استخدم مصطلح «الورقة البيضاء» منذ بداية التسعينات للمستندات التي تستخدم كأدوات في التسويق أو المبيعات في الأعمال. هذه الأوراق البيضاء ذات محتوى طويل الصياغة تستخدم في الترويج لمنتج أو خدمة من شركة معينة. تستخدم هذه الأوراق حقائق محددة وبراهين منطقية لبناء حالة مفضلة للشركة المقدمة للمستند. تستخدم الأوراق البيضاء ما بين الأعمال (B2B) في توليد العملاء المحتملين أو ترسيخ قيادة فكرية أو صنع حالة عمل أو إعلام وإقناع الزبائن أو شركاء قنوات التوزيع أو الصحفيين أو المحللين أو المستثمرين. في التسويق الرقمي، يشار للأوراق البيضاء عادة كنوع من المحتوى التسويقي. كثير من هذه الأوراق تسعى إلى إثبات تفوق تقنية أو منتج أو طريقة ما في حل مشكلة عمل معينة. ويمكن أن تعرض أيضاً نتائج بحث أو تسرد مجموعة من الأسئلة أو النصائح حول مشكلة أعمال محددة أو تلقي الضوء على منتج أو خدمة معينة لبائع ما.

يوجد ثلاث أنواع رئيسية من الأوراق البيضاء التجارية:
- ورقة معلومات أساسية (Backgrounder): تصف الفوائد التقنية أو/و الفوائد على الأعمال التي يقدمها عرض البائع سواء كان منتجاً أو خدمة أو طريقة. هذا النوع من الأوراق البيضاء أفضل ما يستخدم في تكميل إطلاقة منتج أو البرهنة على حالة عمل أو دعم التقييم التقني في أسفل قمع المبيعات.
- قائمة مرقمة: تقدم مجموعة من التلميحات أو الأسئلة أو النقاط حول مشكلة أعمال معينة. هذا النوع أفضل ما يستخدم في الحصول على الاهتمام أو وجهات النظر الاستفزازية أو التشهير بالمنافسين، خاصة عن طريق استخدام الخوف وعدم اليقين والشك
- مشكلة/حل: تنصح بحل جديد ومحسن لمشكلة أعمال مؤرقة.هذا النوع أفضل ما يستخدم في توليد زبائن محتملين في أعلى قمع المبيعات أو بناء رأي عام أو إعلام وإقناع أصحاب المصالح.[7]

على الرغم من أن القائمة المرقمة يمكن دمجها مع الأنواع الباقية، لكن ليس من العملي دمج معلومات منتج تفصيلية لورقة معلومات أساسية (Backgrounder) مع ورقة بيضاء من نوع مشكلة/حل.

## روابط خارجية
- White paper – EU glossary